# Hossein Amini
Hossein Amini (persa: حسین امینی; Teerã, 18 de janeiro de 1966) é um roteirista e cineasta britânico nascido no Irã. Ela é mais conhecido pelo filme The Wings of the Dove, de 1997, pelo qual foi indicado ao Oscar de melhor roteiro adaptado.

## Filmografia

### Cinema
| Ano  | Título                      | Diretor | Escritor      |
| ---- | --------------------------- | ------- | ------------- |
| 1989 | Catch (Curta metragem)      | Sim     | Sim           |
| 1996 | Jude                        | Não     | Sim           |
| 1997 | The Wings of the Dove       | Não     | Sim           |
| 2002 | The Four Feathers           | Não     | Sim           |
| 2002 | Gangs of New York           | Não     | não creditado |
| 2008 | Killshot                    | Não     | Sim           |
| 2010 | Shanghai                    | Não     | Sim           |
| 2011 | Drive                       | Não     | Sim           |
| 2012 | Snow White and the Huntsman | Não     | Sim           |
| 2013 | 47 Ronin                    | Não     | Sim           |
| 2014 | The Two Faces of January    | Sim     | Sim           |
| 2016 | Our Kind of Traitor         | Não     | Sim           |
| 2017 | The Snowman                 | Não     | Sim           |

### Televisão
| Ano  | Título                 | Escritor | Produtor executivo | Criador | Notes       |
| ---- | ---------------------- | -------- | ------------------ | ------- | ----------- |
| 1992 | The Dying of the Light | Sim      | Não                | Não     | Telefilme   |
| 1996 | Deep Secrets           | Sim      | Não                | Não     | Telefilme   |
| 2018 | McMafia                | Sim      | Sim                | Sim     | 8 episódios |
| 2018 | The Alienist           | Sim      | Sim                | Não     | 3 episódios |
| 2022 | Obi-Wan Kenobi         | Sim      | Não                | Não     | 4 episódios |